# Positivismo logico
(Hans Hahn, Otto Neurath, Rudolf Carnap, La concezione scientifica del mondo. Il Circolo di Vienna, a cura di A. Pasquinelli, Laterza, Roma-Bari 1979, pp. 74-77)
Il positivismo logico, anche noto come neopositivismo, neoempirismo o empirismo logico, è una corrente filosofica che sorge nella prima metà del Novecento con il Circolo di Vienna, basata sul principio che la filosofia debba aspirare al rigore metodologico proprio della scienza. Come si deduce dal nome, alla sua base stanno i concetti tipici del metodo scientifico di “empirico”, ossia relazionato all'esperienza, e “logico”, dal momento che i suoi sostenitori ritengono che la conoscenza debba essere analizzata secondo i criteri logici propri dell'analisi del linguaggio che assicurino alle proposizioni un preciso significato dotato di senso.
Gli empiristi logici sostengono che la risoluzione degli equivoci e delle ambiguità legate al linguaggio conduca alla risoluzione degli stessi problemi filosofici: il loro sorgere dipenderebbe infatti da un uso scorretto/improprio delle parole che darebbe vita a molteplici possibili interpretazioni e/o mancanza di senso logico. La filosofia deve avere un ruolo chiarificatore: non può essere un sapere puramente teorico-speculativo, ma basarsi sull'esperienza per poter fondare in maniera rigorosa la conoscenza. Centrale in questo senso è il tema del verificazionismo e del suo principio di verificazione come soluzione epistemologica al problema della demarcazione tra scienza, pseudoscienze e metafisica.

## Storia
Il termine riprende e deriva in parte dal positivismo, movimento filosofico e culturale, nato in Francia nella prima metà dell'800, che mirava all'esaltazione della scienza come promotrice del progresso scientifico e tecnologico, sia pure ora rivisto in maniera circoscritta, a livello strettamente epistemologico, al metodo scientifico stesso.

### Il Circolo di Vienna
Gli inizi del positivismo logico si fanno risalire al 1910-1921, quando un gruppo di intellettuali si riuniva in un caffè di Vienna per discutere della filosofia della scienza di Mach (empiriocriticismo). Ne facevano parte, fra gli altri, il matematico Hans Hahn, i fisici Richard von Mises e Philipp Frank e il sociologo Otto Neurath. La nascita vera e propria del Circolo di Vienna avvenne nel 1924, dopo che Moritz Schlick, chiamato ad insegnare a Vienna al posto di Mach, organizzò degli incontri per discutere del Tractatus logico-philosophicus di Wittgenstein. Ad essi parteciparono Hahn, Neurath e poi Felix Kaufmann e Victor Kraft e, dal 1926, Rudolf Carnap.
I membri del Circolo avevano una grande ammirazione per pensatori come Bertrand Russell, il giovane Wittgenstein e Albert Einstein, e furono in rapporti più o meno stretti con Kurt Gödel e altri personaggi di spicco del mondo scientifico e filosofico della prima metà del secolo. Il pensiero del Circolo di Vienna ebbe diffusione nel mondo di lingua inglese soprattutto grazie agli scritti di A. J. Ayer, che aveva studiato a Vienna, e che viene quindi spesso considerato come un positivista di rilievo benché non appartenesse al Circolo. Ayer in un secondo momento abbandonò l'empirismo logico per seguire la filosofia analitica, sotto l'influsso del pensiero del “secondo Wittgenstein”.
Un circolo con le stesse idee sorse nel frattempo a Berlino, sotto la guida di Hans Reichenbach che, assieme a Carnap, diresse la rivista Erkenntnis (“conoscenza”) che univa gli intellettuali di Vienna e Berlino.
Con l'avvento del nazismo molti scienziati e filosofi si trasferirono negli Stati Uniti d'America. Carnap e Neurath non rinunciarono al loro progetto e fondarono la rivista Journal of Unified Science lavorando per creare una scienza unificata che si basasse sul metodo dell'analisi logica. Nacque allora l'Enciclopedia internazionale della scienza unificata, che venne pubblicata a partire dal 1938 sotto la direzione di Carnap e Neurath, e con la collaborazione di filosofi di varia provenienza. Nonostante l'intenzione di fondo l'idea di scienza unificata non era affatto unitaria. Per Neurath consisteva in un sistema unico di assiomi che comprendesse i risultati di tutte le scienze; per Dewey in un controllo maggiore della scienza sulla vita, per Russell era unità di metodo, ecc. Fu così che l'impresa si arrestò dopo pochi volumi.

## Descrizione

### Concetti fondamentali
La più caratteristica affermazione del positivismo logico è che una proposizione ha significato solo nella misura in cui essa è verificabile (principio di verificazione o verificazionismo). Ne segue che sono dotate di significato solo due classi di proposizioni:
- le proposizioni empiriche (verità empiriche), come tutti i gravi cadono verso il centro della Terra, che sono verificate per via di esperimenti; questa categoria include anche le teorie scientifiche;

- le proposizioni analitiche (verità analitiche), come tutti i mariti sono sposati o la somma degli angoli interni di un quadrilatero convesso è 360 gradi, che sono vere per definizione; questa categoria include le proposizioni matematiche.

Tutte le altre proposizioni, incluse quelle di natura etica ed estetica, sull'esistenza di Dio, e via dicendo, non sono quindi "dotate di significato", e appartengono invece alla "metafisica". Le questioni metafisiche sono in effetti falsi problemi e non meritano l'attenzione dei filosofi. Successivamente, il principio di verificazione andrà indebolendosi approdando al principio della controllabilità che ha in sé, come casi particolari, i principi di verificazione e di falsificazione, che da soli andavano incontro a svariati problemi anche logici.

### Influenza
L'approccio del Circolo di Vienna ebbe una profonda influenza sulla filosofia in genere, sulla logica, sulla filosofia del linguaggio e soprattutto sulla filosofia della scienza, ambito nel quale il positivismo logico si può considerare come la posizione dominante per tutto il periodo che va dalla prima guerra mondiale alla guerra fredda. Sebbene pochissimi dei suoi tenet abbiano ancora séguito oggi, il ruolo del positivismo nella nascita della filosofia contemporanea è importantissimo. Molti dei commentatori tendono a dare di questa corrente una visione semplificata, senza dar conto delle numerose differenze e dei numerosi disaccordi fra gli stessi positivisti.
Il positivismo logico fu una delle prime manifestazioni della filosofia analitica. Nella prima metà del XX secolo, le due espressioni divennero praticamente interscambiabili.

### Critiche
Una delle principali obiezioni formulate dai critici del positivismo è un'accusa di contraddittorietà; i suoi tenet fondamentali, infatti, sono proposizioni evidentemente non verificabili per via empirica e altrettanto evidentemente non tautologiche. La risposta dei positivisti a questa critica è che il positivismo logico non pretende di essere un sistema di assiomi capace di provare la propria coerenza al suo interno (vedi teoremi di incompletezza di Gödel).
Altre obiezioni possono essere formulate rispetto al criterio di verificabilità. In particolare, solo proposizioni esistenziali positive (esiste almeno un corvo bianco) o proposizioni universali negative (non tutti i corvi sono neri) sono caratterizzate da un metodo di verifica chiaro (trovare un corvo bianco); non altrettanto si può dire delle proposizioni esistenziali negative o universali positive. Un'affermazione come tutti i gravi cadono verso il centro della Terra, infatti, non può essere dimostrata assolutamente vera.
In effetti, questa obiezione non tende a mostrare una contraddittorietà interna dell'approccio positivista, ma solo a mettere in luce una sua potenziale debolezza come filosofia, ovvero l'impossibilità di pronunciarsi in modo definitivo sulla verità di determinate proposizioni dotate di senso. Per Ayer e altri positivisti (ma su questo vi fu un certo dibattito) questo limite era assolutamente accettabile e anzi necessario. In Language, Truth and Logic, Ayer pose una distinzione fra verifica forte e debole. La verifica forte consiste nello stabilire conclusivamente la verità di una proposizione; quella debole, nel verificare che tale proposizione è probabilmente vera (per esempio, perché non si è mai osservato un grave alzarsi spontaneamente da terra). Secondo Ayer, in filosofia, esattamente come nella scienza, "no proposition, other than a tautology, can possibly be anything more than a probable hypothesis" (nessuna proposizione, eccetto una tautologia, può mai essere più di una ipotesi probabile).
Il filosofo Karl Popper, generalmente citato fra i critici del positivismo, presentò una variante del criterio di verificabilità basata sul criterio di falsificabilità. Per Popper, una proposizione scientifica ha significato solo se può essere dimostrata falsa. Lo scopo di Popper non era, tuttavia, quello di distinguere fra proposizioni filosofiche dotate di senso e proposizioni filosofiche "metafisiche", bensì fra scienza e pseudoscienza (per esempio, egli sostenne sulla base di questo criterio che la psicoanalisi non poteva essere considerata scientifica).